# 聖喬治峰
聖喬治峰（英語：Saint George Peak）是南極洲的山峰，位於亞歷山大一世島西北部，屬於阿弗爾山脈的一部分，處於沃斯托克角東北面3英里，海拔高度約1,500米。

## 外部連結
- United States Geological Survey, Geographic Names Information System (GNIS) （页面存档备份，存于）

69°14′S 72°04′W / 69.233°S 72.067°W